# Callidium cedri
Callidium cedri är en skalbaggsart som beskrevs av Henri de Peyerimhoff 1917. Callidium cedri ingår i släktet Callidium och familjen långhorningar. Inga underarter finns listade.